# جزر و مد قرمز چابهار
جزر و مد قرمز چابهار از جمله دیدنی‌های چابهار در ساحل دریای عمان است به ویژه تالاب صورتی در دره لیپار که اوج زیبایی این پدیده در شهرستان چابهار است..
جزر و مد سرخ یا صورتی رنگی که در این تالاب رخ می‌دهد آن را از زیباترین دیدنی‌های چابهار ساخته است.
رنگ قرمز این پدیده محصول فعالیت پلانکتونهای گیاهی این منطقه است فراوانی مواد آلی و معدنی به همراه جریانهای دریایی حاصل از طوفانهای مونسون باعث افزایش پلانکتونها و در نتیجه این پدیدهٔ منحصر به فرد اقیانوسی می‌شود.